# Naosuke Ii
Naosuke Ii (jap. 井伊 直弼 Ii Naosuke; ur. 29 listopada 1815, zm. 24 marca 1860) – japoński daimyō i urzędnik schyłkowego okresu Edo.

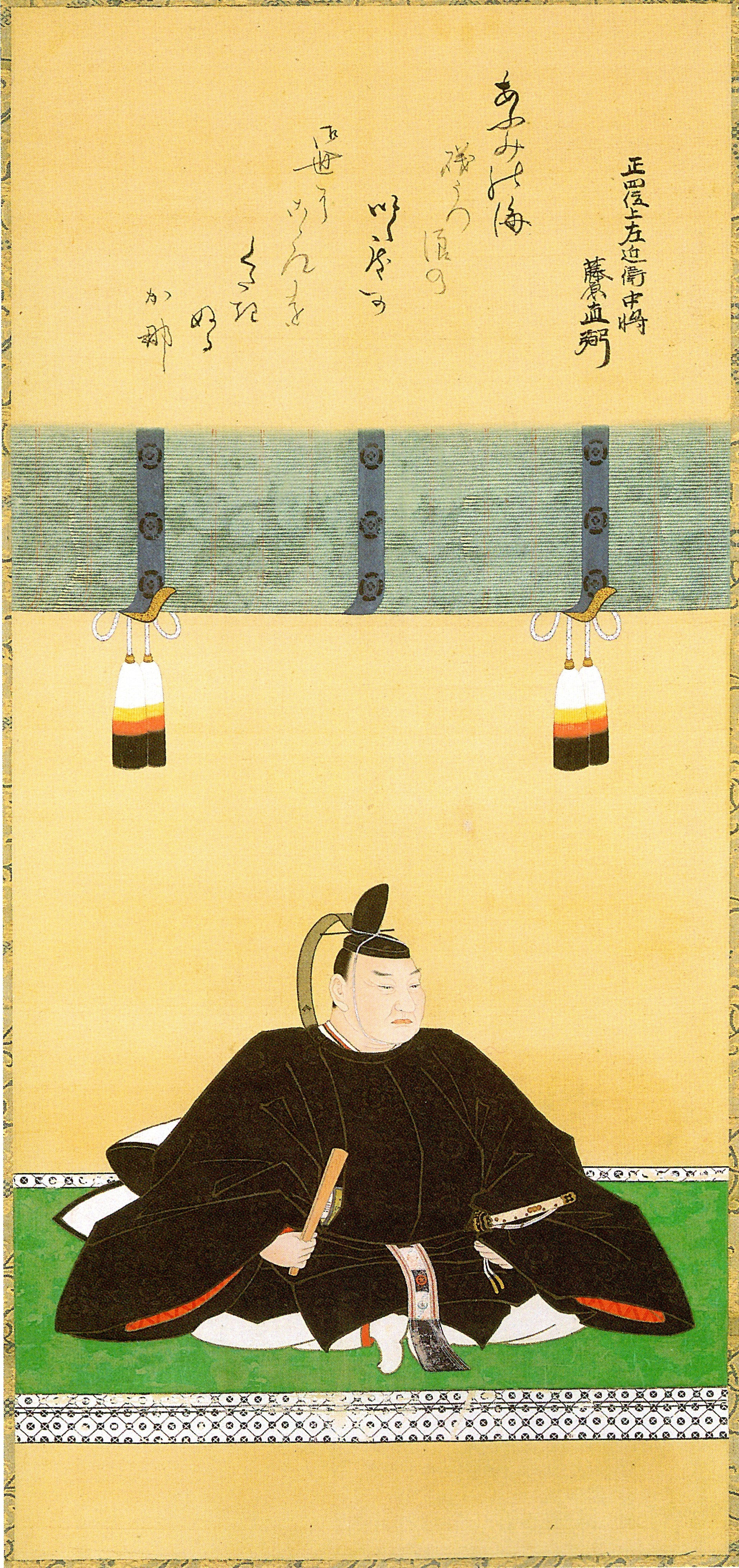
Naosuke Ii

Urodził się jako czternasty syn Naonakiego Ii, daimyō hanu Hikone. Jego rodzina od wieków była blisko związana z rodem siogunów Tokugawa. W młodości studiował nauki buddyzmu zen, ceremonię herbacianą i sztukę walki mieczem. W wieku 31 lat został adoptowany przez swojego starszego brata Naokiego, po którego śmierci w 1850 roku odziedziczył tytuł daimyō Hikone. 
W 1858 roku siogun Iesada Tokugawa mianował go głównym ministrem (tairō). Japonia była wówczas rozdarta głębokim kryzysem wewnętrznym i walką o sukcesję po bezdzietnym siogunie, a jednocześnie poddawana coraz bardziej nasilającym się żądaniom państw ościennych, domagających się zakończenia kilkusetletniego okresu izolacji. 
Wkrótce po objęciu urzędu, Ii dał się poznać jako zwolennik otwarcia Japonii na świat i lekceważąc nieprzychylne zdanie dworu cesarskiego w Kioto podpisał 29 lipca 1858 roku traktat handlowy ze Stanami Zjednoczonymi, a niedługo potem także z Imperium Rosyjskim, Holandią, Francją i Wielką Brytanią. Po bezpotomnej śmierci Iesady doprowadził natomiast do obrania na nowego sioguna Iemochi Tokugawę.
Polityka Ii spotkała się z gwałtowną niechęcią uprzedzonych wobec cudzoziemców szerokich mas społeczeństwa. Chcąc zdusić opozycję, zainicjowano falę masowych represji znanych pod nazwą czystki Ansei, w trakcie której usunięto ze stanowisk, aresztowano bądź skazano na śmierć wielu krytyków nowej polityki, nieraz wysoko postawionych osobistości. W konsekwencji w całym kraju zaczęły powstawać ogniska buntu i spiski. Rankiem 24 marca 1860 roku przed bramą zamku w Edo grupa rōninów z hanu Mito zaatakowała i zamordowała Naosukego.